# Trabzonspor
Cet article concerne le club de football masculin. Pour le club de football féminin, voir Trabzonspor (féminines).
Maillots
Actualités
Le Trabzonspor Kulübü (couramment abrégé Trabzonspor ou encore Trabzon et par TS au tableau de score à la télévision) est un club turc de football fondé en 1967 par la fusion de plusieurs clubs locaux et basé à Trabzon (l'ancienne Trébizonde). Le club jouait depuis sa création au Stade Hüseyin Avni Aker jusqu'à l'inauguration le 16 décembre 2016 du tout nouveau complexe sportif incluant le nouveau stade nommé Şenol Güneş ou Medical park stadyum. Les couleurs du club sont le bleu et le bordeaux.
Jusqu'en 2010 et la victoire de Bursaspor, Trabzonspor était le seul club en dehors d'Istanbul à avoir remporté le titre national. Il fait ainsi partie du « Big Four » aux côtés de Galatasaray SK, de Fenerbahçe SK, et du Beşiktaş JK, tous trois clubs stambouliotes.

## Historique
- 1967 : fondation du club
- 1976 : le club remporte son premier titre national[4]

### Fondation du club
Lors de la fondation de la république de Turquie en 1923, à Trabzon existait quatre clubs : İdmanocağı, İdmangücü, Necmiati et Trabzon Lisesi. Ces derniers étaient en compétition les uns contre les autres dans la ligue régionale de la mer Noire. À partir de 1923, İdmanocağı et İdmangücü étaient reconnus comme les pires rivaux de la ville de Trabzon, jusqu’à dire que ces clubs étaient encore plus rivaux que Fenerbahçe et Galatasaray à Istanbul.
Le football a une telle importance auprès des habitants de la ville, que la rivalité entre ces deux clubs sépare la ville en deux. D’un côté les rouge et jaune du İdmanocağı et de l’autre les vert et blanc du İdmangücü. Au point que les matchs à domicile ne sont plus joués à Trabzon mais à Ankara et Istanbul.
Au début de la saison 1962-1963, le Président de la Fédération turque de football, Orhan Şeref Apak, a demandé à la ville de Trabzon de fusionner leurs clubs de football en une équipe représentative qui serait compétitive en deuxième division turque. Toutefois, en raison de leur rivalité, la municipalité de Trabzon échoua à faire cohabiter İdmanocağı et İdmangücü, et ce malgré les réunions à répétitions entre clubs et la ville pour trouver un accord. Ils en seront incapables, jusqu’en 1967.
Au lieu de cela, İdmanocağı fusionnera le 21 juin 1966 avec Martıspor et Yıldızspor. Ils commencent à porter des kits jaune et rouge et évoluent en deuxième division. Ils finiront à la huitième place dès leur première saison et seront finalistes contre Eskişehirspor dans le Başbakanlık Kupası (Coupe du Premier ministre). Un mois plus tard, İdmangücü, Karadenizgücü, Martıspor et Yolspor forment le Trabzonspor Kulübü. Les couleurs du club sont alors le rouge et le blanc.
İdmanocağı se prononce contre une telle fusion et poursuit en justice le Trabzonspor nouvellement créé. Ulvi Yenal, directeur général de la Fédération turque de football à cette époque, décide d’intervenir et annonce que ni İdmanocağı ni İdmangücü seraient acceptés en deuxième division si ces derniers continuaient à se faire la guerre. Yenal donna à la ville de Trabzon un ultimatum, il fallait absolument créer une équipe unique qui représenterait la ville de Trabzon en première division, pour cela İdmanocağı et Trabzonspor devaient s’unifier. En fin de compte, İdmanocağı et İdmangücü décident de s’unir avec Karadenizgücü et Martıspor pour devenir le Trabzonspor Kulübü officiellement le 2 août 1967.

### Construction d'un solide palmarès
Le club accède à la première division en 1974. Très rapidement, Trabzonspor rivalise avec les clubs stambouliotes. Dès sa deuxième saison parmi l'élite, en 1976, les « Bleus et Grenats » obtiennent le premier titre obtenu par un club anatolien, mettant fin à la domination d'Istanbul sur le palmarès du championnat national. Il s'ensuit alors une décennie prolifique. Le club décroche six titres de champion et trois coupes nationales, en à peine neuf saisons. Il est alors le leader incontesté du football de club en Turquie (à l'aune des trophées s'entend).
Puis, même si le club reste dans le premier tiers du classement, plus un trophée ne vient garnir la vitrine du club. Il faut attendre 1992 et sa victoire en coupe de Turquie, pour trouver trace de Trabzonspor dans les palmarès. En 1995, les « Bleus et Grenats » réussissent une excellente saison. Ils terminent second du championnat et remportent leur coupe nationale.
L'année suivante, les Anatoliens terminent encore seconds, puis le club régresse peu à peu. Pourtant durant trois saisons de 2003 à 2005, le club retrouve du lustre en remportant deux coupes nationales et en terminant deux fois sur la seconde marche du podium du championnat.
Il faut attendre la saison 2009-2010 pour voir Trabzonspor gagner un nouveau trophée, la coupe de Turquie.
Lors de la saison 2010-2011, le Fenerbahçe et le Trabzonspor terminent en tête du classement avec 82 points. Le club stambouliote est sacré champion, même si la saison est entachée par un scandale de corruption.
Le 30 avril 2022, après un match nul 2-2 face à Antalyaspor lors de la 35e journée, Trabzonspor remporte son septième titre de champion de Turquie, le premier depuis 1984.

## Bilan sportif

### Palmarès
| Compétitions nationales | Compétitions internationales |
| - Championnat de Turquie (7) : - Champion : 1976, 1977, 1979, 1980, 1981, 1984, 2022. - Vice-champion : 1978, 1982, 1983, 1995, 1996, 2004, 2005, 2011, 2020. - Coupe de Turquie (9) : - Vainqueur : 1977, 1978, 1984, 1992, 1995, 2003, 2004, 2010 et 2020. - Finaliste : 1975, 1976, 1985, 1990, 1997, 2013, 2024 et 2025. - Supercoupe de Turquie (10) : - Vainqueur : 1976, 1977, 1978, 1979, 1980, 1983, 1995, 2010, 2020 et 2022. | - Coupe des clubs champions/Ligue des champions (0) : - 9 participations. - Meilleur parcours : Phase de poules en 2011-2012. - Coupe des vainqueurs de coupe (0) : - 3 participations. - Meilleur parcours : 1/8e de finale (2e tour) en 1992-1993 et en 1995-1996. - Coupe UEFA/Ligue Europa (0) : - 17 participations. - Meilleur parcours : 1/8e de finale (3e tour) en 1991-1992 et en 1994-1995. - Coupe Intertoto (0) : - 2 participations. - Meilleur parcours : Finaliste en 2007. |

## Identité du club

### Logo
L'emblème du Trabzonspor n'a jamais changé, du moins, son design. Il y a eu avec le temps, des années où la date de fondation était dorée, grenat, blanc ou carrément inexistante ; où le ballon était doré, bleu et blanc. L'étoile dorée est apparue à la suite de la cinquième victoire en première division.

### Supporters
Bien qu'une grande partie du soutien au Trabzonspor est attirée par la population locale de Trabzon ; dont ils en sont fiers du fait que les citadins de Trabzon sont majoritairement pour le club de leur ville, alors que dans toute la Turquie les citoyens sont majoritairement des supporters des clubs stambouliotes, mais ils restent extrêmement bien soutenus dans le reste de la Turquie eux aussi. Ceci est principalement dû au fait qu'elle est la seule équipe anatolienne qui tente de contrer l'énorme domination des équipes d'Istanbul (Galatasaray SK, Fenerbahçe SK et Beşiktaş JK).
Ils ont l'appui de groupes fanatiques tels que Gurbetçi Gencler, Çılgınlar, Trabzonlu Gençler, Farozlular, Vakfikebirliler, 1461 Meydan. Ces groupes reçoivent souvent des billets gratuits aux matchs se jouant à domicile, ce qui permet à Trabzonspor d'avoir plus de soutien. Le club a eu une amende de 5 000 livres turque pour avoir accepté des supporters du Trabzonspor au-delà de la capacité du stade, lors du derby contre le Galatasaray qui se jouait au Avni Aker à Trabzon.

## Joueurs et personnalités du club

### Effectif professionnel actuel
Le premier tableau liste l'effectif professionnel du Trabzonspor pour la saison 2024-2025. Le second recense les prêts effectués par le club lors de cette même saison.
En grisé, les sélections de joueurs internationaux chez les jeunes mais n'ayant jamais été appelés aux échelons supérieurs une fois l'âge-limite dépassé ou les joueurs ayant pris leur retraite internationale.

### Joueurs emblématiques
- Abdullah Ercan
- Burak Yilmaz
- Ceyhun Eriş
- Egemen Korkmaz
- Fatih Akyel
- Fatih Tekke
- Gökdeniz Karadeniz
- Gökhan Ünal
- Halil Altıntop
- Hami Mandıralı
- Hüseyin Çimşir
- Levent Osman
- Mehmet Aurélio
- Necmi Perekli
- Ogün Temizkanoğlu
- Oktay Derelioğlu
- Olcan Adın
- Olcay Şahan
- Orhan Çıkırıkçı
- Osman Özköylü
- Selçuk İnan
- Şenol Güneş
- Tansel Başer
- Tolga Zengin
- Tolunay Kafkas
- Umut Bulut
- Ünal Karaman
- Yusuf Yazıcı
- Carl Medjani
- Gustavo Colman
- Michael Petkovic
- Maxim Romaschenko
- Karel D'Haene
- Jean-Marie Pfaff
- Hans Somers
- Jajà
- Jefferson
- Rigobert Song
- Teófilo Gutiérrez
- Didier Zokora
- Hrvoje Čale
- Davor Vugrinec
- Lars Olsen
- Ayman Abdelaziz
- Kevin Campbell
- Oumar Dieng
- Florent Malouda
- Artchil Arveladze
- Shota Arveladze
- Gocha Jamarauli
- Georgi Nemsadze
- Augustine Ahinful
- Ibrahima Yattara
- Petar Miloševski
- Igor Nikolovski
- Kiki Musampa
- Derrick Obasohan
- Isaac Promise
- Rune Lange
- Óscar Cardozo
- Adrian Mierzejewski
- Miroslaw Szymkowiak
- José Bosingwa
- Karel Rada
- Tony Sylva
- Milan Stepanov
- Miodrag Ješić

## Revenus financiers
Outre les bénéfices liés aux transferts et ventes de produits dérivés, le club de Trabzonspor a annoncé le 14 août 2012 la construction d'une centrale hydroélectrique afin de diversifier ses revenus.